# Pycnocentria patricki
Pycnocentria patricki is een schietmot uit de familie Conoesucidae. De soort komt voor in het Australaziatisch gebied.